# Budapest Challenger 1988
Il Budapest Challenger 1988 è stato un torneo di tennis facente parte della categoria ATP Challenger Series nell'ambito dell'ATP Challenger Series 1988. Il torneo si è giocato a Budapest in Ungheria dal 12 al 18 settembre 1988 su campi in terra rossa.

## Vincitori

### Singolare
Roland Stadler ha battuto in finale  Sándor Noszály con il punteggio di 4–6, 6–3, 6–0

### Doppio
Denis Langaskens /  Eduardo Masso hanno battuto in finale  Peter Bastiansen /  Peter Flintsoe con il punteggio di 6–4, 7–5